# Navegantes (Porto Alegre)
Navegantes es un barrio de la ciudad de Porto Alegre, Brasil. Fue creado por la Ley 2,022 del 7 de diciembre de 1959 y sus límites modificados por la ley 6,218 del 17 de noviembre de 1986 y por la Ley 12112 en el 2016.

## Historia
Es uno de los barrios más antiguos de Porto Alegre. Navegantes tiene su origen y ocupación ligados al trayecto de las zonas de la inmigración alemana en Río Grande del Sur al Centro. Creado en 1874, el Ferrocarril Porto Alegre-Novo Hamburgo dinamizó el barrio.
En 1875 se inauguró la parroquia dedicada a Nuestra Señora de los Navegantes. Frente a esta iglesia se celebra, el 2 de febrero de cada año, la Fiesta de Nuestra Señora de los Navegantes de Porto Alegre.
Todavía en el siglo XIX, Navegantes y sus alrededores tenían una gran vocación industrial, hecho que trajo como residentes a muchos obreros debido a la proximidad al trabajo. Una de las fábricas de esta época es Neugebauer, que estuvo presente en la Rúa Cairu desde 1905 hasta 2015. Además, la inauguración del Puente del Guaíba en 1958 tuvo un considerable impacto urbanístico.